# Efrain Rintaro
Efrain Rintaro (født 23. juli 1991) er en brasiliansk fodboldspiller.
Han har spillet for flere forskellige klubber i sin karriere, herunder Kashiwa Reysol og FC Gifu.